# Любовь и другие катастрофы
«Любовь и другие катастрофы» (или «Любовь и другие несчастья»; англ. Love and Other Disasters) — романтическая комедия режиссёра Алека Кешишяна, представленная в 2006 году студией Europa Corp. на кинофестивале в Торонто.

## Сюжет
Джексон, героиня Бриттани Мёрфи, ассистентка британского представительства журнала «Vogue», пытается устроить личную жизнь своих друзей. Она подражает Одри Хепбёрн в «Завтраке у Тиффани» (Джексон постоянно его пересматривает, и в фильме несколько раз звучит музыка Генри Манчини) и живёт в одной квартире с Питером (Мэттью Риз), сценаристом и геем, который пребывает больше в своих мечтах, боясь серьёзных отношений. Она общается с безумной поэтессой Талуллой (Кэтрин Тейт), пишущей сумбурные стихи о мясе и гениталиях. Она встречается для занятий сексом со своим бывшим бойфрендом Джеймсом (Эллиот Коуэн), которого не любит. Привычная жизнь и без того усложняется, когда Джексон знакомится с красавчиком-аргентинцем Паоло (Сантьяго Кабрера), ассистентом одного из работающих с «Vogue» фотографов. Джексон принимает Паоло за гея и пытается свести его с Питером, а он в неё влюбляется.
Что примечательно, к концу фильма Питер написал сценарий о романе Джексон и Паоло, по которому был снят фильм, роли в котором сыграли Гвинет Пэлтроу (в роли Джексон) и Орландо Блум (в роли Паоло).

## В ролях
| Актёр                | Роль             |
| -------------------- | ---------------- |
| Бриттани Мёрфи       | Эмили Джексон    |
| Мэттью Риз           | Питер Симон      |
| Кэтрин Тейт          | Талулла          |
| Сантьяго Кабрера     | Паоло            |
| Стефани Бичем        | Фелиция          |
| Джейми Сивес         | Финли            |
| Эллиот Коуэн         | Джеймс           |
| Филиппин Леруа-Больё | Дафни Спринг     |
| Адам Рэйнер          | Том              |
| Майкл Лернер         | Марвин Бернстайн |

В эпизодических ролях (камео) в фильме снимались Гвинет Пэлтроу и Орландо Блум. Они сыграли самих себя, актёров, Гвинет Пэлтроу играла Джексон, а Орландо Блум играл Паоло.